# 1920 (film)
 (mai 2012).
Si vous disposez d'ouvrages ou d'articles de référence ou si vous connaissez des sites web de qualité traitant du thème abordé ici, merci de compléter l'article en donnant les références utiles à sa vérifiabilité et en les liant à la section « Notes et références ».
Pour plus de détails, voir Fiche technique et Distribution.
1920 est un film d'horreur indien réalisé par Vikram Bhatt et sorti le 12 septembre 2008.

## Synopsis
Le film narre l'histoire d'Arjun Singh (Rajneesh Duggal), un jeune Indien très religieux qui tombe amoureux de Lisa (Adah Sharma), une jeune fille indo-britannique. Leurs familles respectives s'opposent à leur union.
Néanmoins malgré l’opposition de leurs familles, Arjun et Lisa décident de se marier et s'installent à Mumbai.
Peu de temps après Arjun devient architecte, son entreprise lui confie la réhabilitation d'une vieille bâtisse, un haveli, ainsi il se rend avec sa femme Lisa.
Lorsque le couple s'installe, des évènements très étranges se produisent.

## Distribution
- Rajneesh Duggal
- Adah Sharma
- Anjori Alagh

## Musique
La musique du film a été composée par Adnan Sami.
| Chanson                | Chanteurs       | Durée | Notes                                            |
| ---------------------- | --------------- | ----- | ------------------------------------------------ |
| 1920 - Theme           |                 | 2:18  |                                                  |
| Aise Jalta Hai Jiya    | Asha Bhosle     | 5:29  | Scène incluant Anjori Alagh & Indraneil Sengupta |
| Bichua                 | Shubha Mudgal   | 5:17  | Scène incluant Rakhi Sawant                      |
| Bichua - Remix         | Shubha Mudgal   | 4:21  |                                                  |
| Tujhe Main Pyar Karu   | Kailash Kher    | 5:11  | Scène incluant Rajneesh Duggal & Adah Sharma     |
| Vaada Tumse Hain Vaada | Pandit Jasraj   | 6:26  | Scène incluant Rajneesh Duggal & Adah Sharma     |
| Vaada Tumse Hain Vaada | Parveen Sultana | 6:46  |                                                  |

## Box-office
- Semaine 1: 53 000 000 roupies indiennes.
- Semaine 2: 30 050 000 roupies indiennes.
- Semaine 3: 10 620 000 roupies indiennes.
- Semaine 4: 2 900 000  roupies indiennes.
- Semaine 5: 1 200 000  roupies indiennes.
- Semaine 6: 700 000   roupies indiennes.

- - Total: 104 825 000 roupies indiennes[2].

## Autour du film
- Le film est censé se dérouler en 1920 néanmoins dans une scène on peut voir un train électrique or les trains électriques ne sont apparus en Inde qu'en 1925.
- Dans la première scène ou Lisa (Adah SHarma) joue du piano on peut voir deux vases sur l'instrument de musique néanmoins, dans les scènes suivantes ou elle rejoue du piano les vases ne sont plus visibles[3].